# Alexander Petrowitsch Gerassimow
Alexander Petrowitsch Gerassimow (russisch Александр Петрович Герасимов; * 19. März 1959 in Pensa, Russische SFSR; † 21. Mai 2020) war ein russischer Eishockeyspieler.

## Karriere
Gerassimow begann seine Karriere in seiner Heimatstadt bei Diselist Pensa. 1977 nahm er mit der sowjetischen U18-Nationalmannschaft an der U18-Europameisterschaft teil und gewann dabei die Bronzemedaille. In den folgenden zwei Jahren gehörte er der U20-Nationalmannschaft an, die 1978 und 1979 die Goldmedaille bei den U20-Weltmeisterschaften gewann.
1980 wechselte er zum Armeeklub ZSKA Moskau und gewann mit diesem zwischen 1981 und 1987 sieben sowjetische Meistertitel und siebenmal in Folge den Europapokal.
1982 wurde Gerassimow in das Team der sowjetischen Eishockeynationalmannschaft berufen und stand am 12. Dezember 1982 in einem Spiel gegen Schweden zum ersten Mal für die A-Nationalmannschaft der Sbornaja auf dem Eis. Seine internationale Karriere wurde mit der Goldmedaille bei den Olympischen Winterspielen 1984 gekrönt. Für die Nationalmannschaft erzielte er insgesamt 21 Tore in 42 Länderspielen. Am 4. April 1986 bestritt er sein letztes Länderspiel. 1984 wurde er als Verdienter Meister des Sports der UdSSR und mit der Medaille „Für heldenmütige Arbeit“ ausgezeichnet.
1988 beendete er seine Karriere, während der er insgesamt 73 Tore in 232 Spielen in der Wysschaja Liga erzielte.

## Karrierestatistik

### International
Vertrat die Sowjetunion bei:
- Junioren-Weltmeisterschaft 1978
- Junioren-Weltmeisterschaft 1979
- Olympischen Winterspielen 1984

(Legende zur Spielerstatistik: Sp oder GP = absolvierte Spiele; T oder G = erzielte Tore; V oder A = erzielte Assists; Pkt oder Pts = erzielte Scorerpunkte; SM oder PIM = erhaltene Strafminuten; +/− = Plus/Minus-Bilanz; PP = erzielte Überzahltore; SH = erzielte Unterzahltore; GW = erzielte Siegtore; 1 Play-downs/Relegation; Kursiv: Statistik nicht vollständig)